# Gamma Serpentis
Gamma Serpentis (Zheng, Ching, 41 Serpentis) é uma estrela na direção da constelação de Serpens. Possui uma ascensão reta de 15h 56m 26.99s e uma declinação de +15° 39′ 53.0″. Sua magnitude aparente é igual a 3.85. Considerando sua distância de 36 anos-luz em relação à Terra, sua magnitude absoluta é igual a 3.62. Pertence à classe espectral F6V.